# Junior Burrough
Thomas Harold "Junior" Burrough (Charlotte, Carolina del Norte, 18 de enero de 1973) es un exjugador de baloncesto estadounidense que disputó una temporada en la NBA, transcurriendo el resto de su carrera en ligas menores de su país, y en diferentes equipos de Europa, Sudamérica y Asia. Con 2,03 metros de estatura, jugaba en la posición de ala-pívot.

## Trayectoria deportiva

### Universidad
Jugó cuatro temporadas con los Cavaliers de la Universidad de Virginia, en las que promedió 15,3 puntos y 7,2 rebotes por partido. Fue incluido en tercer mejor quinteto de la Atlantic Coast Conference en 1994 y 1995.

### Profesional
Fue elegido en la trigésimo tercera posición del Draft de la NBA de 1995 por Boston Celtics, donde jugó una temporada como suplente de Dino Radja, promediando 3,1 puntos y 1,8 rebotes por partido.
Al año siguiente firmó en la pretemporada con los Charlotte Hornets, pero fue finalmente descartado. Se marchó entonces a jugar a la liga italiana, fichando por el Olimpia Basket Pistoia. Disputó 15 partidos, en los que promedió 15,4 puntos y 6,9 rebotes.
A partir de ese momento inició un recorrido por diferentes equipos de América, Asia y Europa, regresando a Italia en 2002 para jugar con el Scaligera Basket Verona ocho partidos, en los que promedió 16,6 puntos y 7,8 rebotes. Jugó posteriormente en el JL Bourg Basket de la liga francesa, pero solo disputó 4 partidos, promediando 14,5 puntos y 5,3 rebotes.
En los veranos jugaba en la liga de Puerto Rico, haciéndolo durante cinco temporadas en cuatro equipos diferentes, los Vaqueros de Bayamón, los Atléticos de San Germán, los Maratonistas de Coamo y los Brujos de Guayama, promediando en total 18,4 puntos y 8,7 rebotes por partido. Acabó su carrera jugando con los Gaiteros del Zulia de Venezuela.

## Estadísticas de su carrera en la NBA

### Temporada regular
| Temporada | Edad | Equipo         | Liga | Pos. | P  | TIT | MIN | TC  | TCA | %TC  | 3P  | 3PA | %3P | 2P  | 2PA | %2P  | TL  | TLA | %TL  | R.OF. | R.DEF. | REB | ASIS | ROB | TAP | PER | FP  | PTS |
| 1995-96   | 23   | Boston Celtics | NBA  | PF   | 61 | 3   | 8.1 | 1.0 | 2.8 | .376 | 0.0 | 0.0 |     | 1.0 | 2.8 | .376 | 1.0 | 1.5 | .656 | 0.7   | 1.0    | 1.8 | 0.2  | 0.2 | 0.2 | 0.7 | 1.2 | 3.1 |
| Total     |      |                | NBA  |      | 61 | 3   | 8.1 | 1.0 | 2.8 | .376 | 0.0 | 0.0 |     | 1.0 | 2.8 | .376 | 1.0 | 1.5 | .656 | 0.7   | 1.0    | 1.8 | 0.2  | 0.2 | 0.2 | 0.7 | 1.2 | 3.1 |